# Xuhe (köpinghuvudort i Kina, Jiangsu Sheng, lat 32,73, long 120,64)
Xuhe är en köpinghuvudort i Kina. Den ligger i provinsen Jiangsu, i den östra delen av landet, omkring 190 kilometer nordost om provinshuvudstaden Nanjing. Antalet invånare är 42 295. Befolkningen består av 22 030 kvinnor och 20 265 män. Barn under 15 år utgör 8,0 %, vuxna 15-64 år 71 %, och äldre över 65 år 19,0 %.
Runt Xuhe är det tätbefolkat, med 762 invånare per kvadratkilometer. Närmaste större samhälle är Fu'an, 16,5 km väster om Xuhe. Trakten runt Xuhe består till största delen av jordbruksmark.
Genomsnittlig årsnederbörd är 1 189 millimeter. Den regnigaste månaden är juli, med i genomsnitt 248 mm nederbörd, och den torraste är januari, med 30 mm nederbörd.